# 우르슐라 그라보프스카
우르슐라 그라보프스카(폴란드어: Urszula Grabowska, 1976년 6월 27일~)는 폴란드의 배우이다. 2011년 폴란드 영화상 여우주연상 수상자이다.

## 출연 작품
- 어둠 속의 자유 (2015)
- 조안나 (2010)